# ساتوشي كاميا
ساتوشي كاميا (باليابانية: 神谷哲史؛ بالكانا: かみや さとし) هو فنان ياباني، ولد في 6 يونيو 1981 في ناغويا في اليابان.